# Rinpungpa
 (août 2017).
Si vous disposez d'ouvrages ou d'articles de référence ou si vous connaissez des sites web de qualité traitant du thème abordé ici, merci de compléter l'article en donnant les références utiles à sa vérifiabilité et en les liant à la section « Notes et références ».
Rinpungpa (tibétain : ཪིན་སྤུངས་པ་, Wylie : rin spungs pa, THL : rin pungpa, dialecte de Lhassa API : rĩ̀púŋpə́ ; chinois : 仁蚌巴 ; pinyin : rénbàngbā) est un régime Tibétain qui a dominé la majorité du Tibet occidental (Ngari ?) et principalement le Tsang dans l'Ü-Tsang entre 1435 et 1565. Pendant une période autour de 1500, Les seigneurs de Rinpungpa furent proches d'assembler les terres tibétaines autour de la rivière Yarlung Tsangpo sous une autorité unique, mais leur pouvoir entra en récession après 1512, remplacés par la dynastie Tsangpa.

## Dynastie
| Génération | nom (tibétain)                                                                                      | nom (chinois) | règne         | Notes                              |
| ---------- | --------------------------------------------------------------------------------------------------- | ------------- | ------------- | ---------------------------------- |
| 1re        | tibétain : ཎོར་བུ་བཟང་པོ, Wylie : Nor bu bzang po, THL : Norbu Zangpo                                  | 诺布桑波      | 1440 － 1466  |                                    |
| 2e         | tibétain : ཀུན་ཏུ་བཟང་པོ, Wylie : Kun tu bzang po, THL : Kuntu Zangpo                                  | 衮桑巴        | 1466 － ~1479 | Fils de Norbu Zangpo               |
| 3e         | tibétain : ཌོན་ཡོད་རྡོ་རྗེ, Wylie : Don yod rdo rje, THL : Donyo Dorje                                    | 顿月多吉      | ~1479 － 1512 | fils du Kuntu Zangpo               |
| 4e         | tibétain : ངགཌབང་རྣམ-རྒྱལ, Wylie : ngag-dbang rnam-rgyal, THL : Ngawang Namgyal                        | 阿旺南杰      | 1512 － ~1550 | Petit-fils de Norbu Zangpo         |
| 5e         | tibétain : ཌོན་གྲུབ་ཙའེ་བརྟན་རྡོ་རྗེ, Wylie : Don grub ts'e brtan rdo rje, THL : Dondup Tseten Dorje         | 顿珠才旦多吉  | ~1550 － ？   | Fils de Ngawang Namgyal            |
| 6e         | tibétain : ཎགག་དབང་ཨཇིགས་མེད་གྲགས་པ, Wylie : Ngag dbang ajigs med grags pa, THL : Ngawang Jigme Drakpa | 阿旺吉扎      | ? － 1565     | frère cadet de Dondup Tseten Dorje |